# Карлыгаш (Алакольский район)
Карлыгаш (каз. Қарлығаш) — село в Алакольском районе Жетысуской области Казахстана. Входит в состав Екпендинского сельского округа. Код КАТО — 193445200.

## Население
В 1999 году население села составляло 518 человек (265 мужчин и 253 женщины). По данным переписи 2009 года, в селе проживало 506 человек (263 мужчины и 243 женщины).